# Panneau de signalisation permanente de police en France

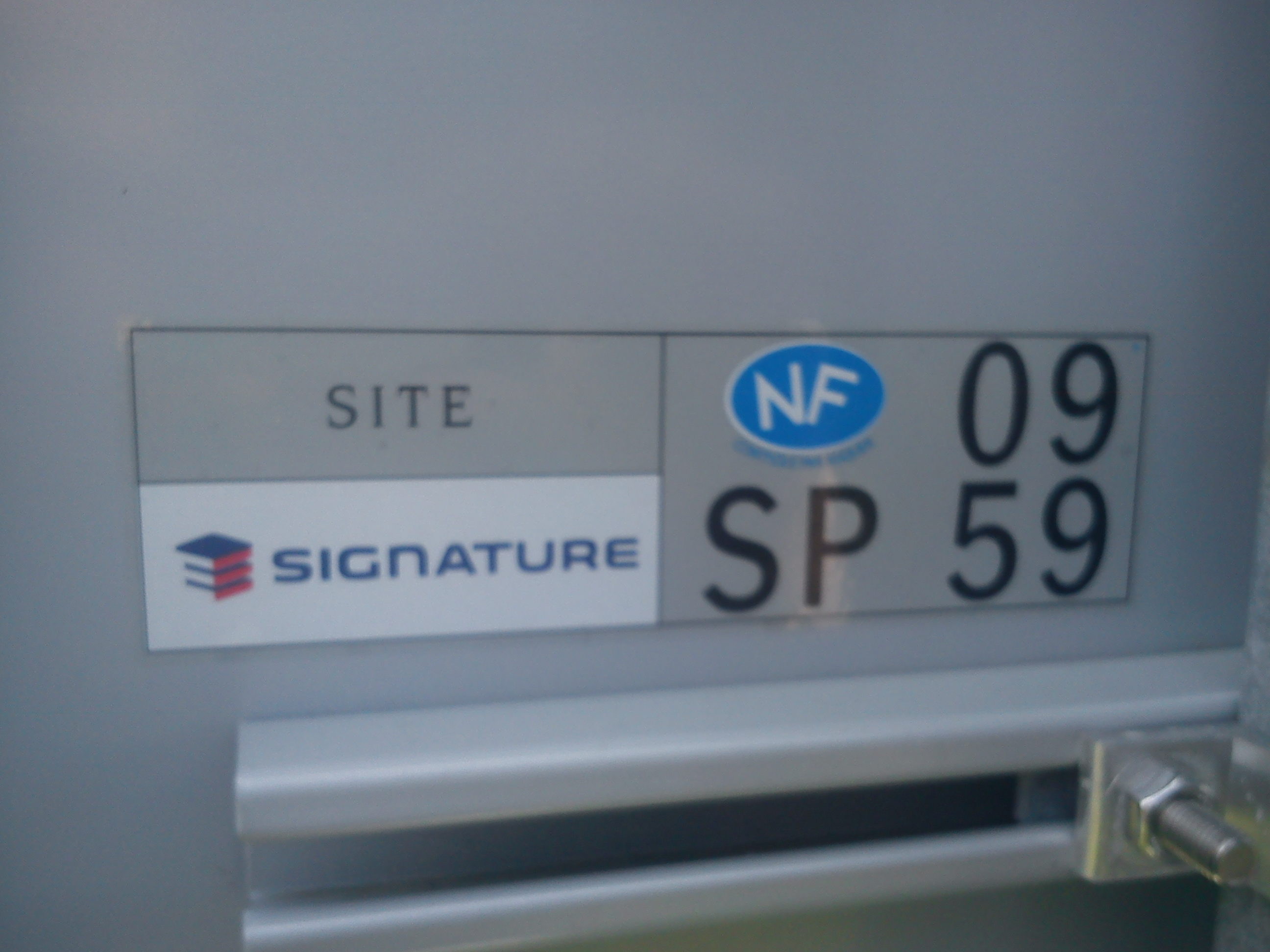
Arrière d'un panneau de signalisation portant la mention SP

On désigne par panneau de Signalisation Permanente de Police tout panneau utilisé en signalisation permanente de types A, AB, B, C, CE, G, J et M.

Un tel panneau est dit appartenir à la catégorie SP. On distingue également les catégories :
- SD (directionnelle permanente) ;
- TP (police temporaire) ;
- TD (directionnelle temporaire).

## Types de panneaux concernés
Les types de panneaux relevant de cette catégorie sont donc les suivants :
- Type A – Panneaux de danger (29 panneaux)
- Type AB - Panneaux d'intersection et de priorité
- Type B - Panneaux de prescription se subdivisant en : Panneaux d'interdiction - Panneaux d'obligation - Panneaux de fin de prescription.
- Type C - Panneaux d'indications utiles pour la conduite des véhicules
- Type CE - Panneaux d'indication d'installations pouvant être utiles aux usagers de la route
- Type G - Panneaux de position des passages à niveau
- Type M - Panneaux additionnels ou panonceaux (59 panneaux)
- Type J - Balises